# Липецкий уезд
Липецкий уезд — административная единица в составе Тамбовского наместничества и Тамбовской губернии, существовавшая до 1928 года. Центр — город Липецк.

## География
Поверхность уезда, несмотря на степной и равнинный характер, представляла довольно значительные колебания, от 210—200 м высоты на западных окраинах до 120—150 м на востоке и до 90—105 м в средней части. Наибольшее различие в относительных высотах наблюдалось только в берегах речных долин, прорезанных многочисленными балками и оврагами; там нередко они достигали 40 и даже 55 м. В междуречных пространствах поверхность представляла почти совершенную равнину, разнообразившуюся только плоскими, едва заметными увалами. Территория уезда была прорезана несколькими речными долинами, которые все принадлежали к системе реки Воронеж, который протекал по западной части уезда. Правый его берег был высоким и прорезался многими глубокими оврагами; левый же берег был низменный, богатый лесами, болотами и летучими песками. Из притоков Воронежа наиболее значительным была река Матыра, прорезавшая уезд почти посередине. Болота и озера лежали преимущественно по левой стороне реки Воронежа. Площадь уезда была равна 3,35 тыс. км² в 1897 году и 5,65 тыс. км² в 1926 году.

## История
Липецкий уезд был образован во время административной реформы Екатерины II в 1779 году, когда он был включён в состав Тамбовского наместничества. В 1796 году Тамбовское наместничество стало именоваться Тамбовской губернией.
4 января 1923 года к Липецкому уезду были присоединены Ивовская и Нижне-Студенецкая волости Задонского уезда Воронежской губернии.
11 февраля 1924 года к Липецкому уезду был присоединён Лебедянский уезд.
В 1920-е годы площадь уезда значительно увеличилась благодаря включению в его состав территории некоторых упразднённых соседних уездов. В 1928 году Тамбовская губерния и все её уезды были упразднены. Территория Липецкого уезда отошла к новой Центрально-Чернозёмной области. Одновременно город Липецк получил статус города окружного подчинения Елецкого округа Центрально-Чернозёмной области, а город Лебедянь был передан в Лебедянский район Елецкого округа Центрально-Чернозёмной области.

## Население
По данным Списка населенных мест от 1862 года в уезде проживало 110,327 (в том числе в Липецка — 11,659) тыс. человек. Общее число дворов составляло 12675 (в том числе в Липецке — 834).
По данным переписи 1897 года в уезде проживало 164,4 тыс. чел. В том числе русские — 99,7 %. В городе Липецке проживало 20,5 тыс. чел.. По данным 1926 года в уезде (увеличившемся к тому времени по площади) проживало 371,6 тыс. чел.

## Административное деление
В 1890 году в состав уезда входило 11 волостей:
| № п/п | Волость              | Волостное правление          | Число селений | Население |
| ----- | -------------------- | ---------------------------- | ------------- | --------- |
| 1     | Больше-Избердеевская | село Большой Избердей        | 10            | 12443     |
| 2     | Бутырская            | село Бутырки (Богоявленское) | 14            | 17614     |
| 3     | Грязинская           | село Грязи                   | 25            | 15738     |
| 4     | Ивановская           | село Ивановское (Ладыгино)   | 34            | 8925      |
| 5     | Кузьминская          | село Кузьминские Отвержки    | 14            | 7496      |
| 6     | Романовская          | село Романово                | 13            | 13029     |
| 7     | Сокольская           | село Сокольское              | 11            | 14711     |
| 8     | Сырская              | село Сырское                 | 8             | 9786      |
| 9     | Таволжанская         | село Таволжанка              | 8             | 13026     |
| 10    | Фащевская            | село Фащёвка                 | 12            | 16681     |
| 11    | Шемахинская          | село Шехмань                 | 11            | 11817     |

По данным на 1 января 1926 года уезд делился на 13 волостей, которые в свою очередь делились на 113 сельсоветов (с/с):
- Бутырская. Центр — село Бутырки. 8 с/с
- Грязинская. Центр — село Грязи. 12 с/с
- Добровская. Центр — село Доброе. 6 с/с
- Ищеинская. Центр — село Ищеино. 13 с/с
- Краснинская. Центр — село Красное. 9 с/с
- Куйманская. Центр — село Куймань. 9 с/с
- Кузьминская. Центр — село Кузьминские Отвержки. 10 с/с
- Ленинская. Центр — село Ленино. 7 с/с
- Лебедянско-Пригородная. Центр — город Лебедянь. 16 с/с
- Нижне-Студенецкая. Центр — село Нижний Студенец. 6 с/с
- Сошкинская. Центр — село Сошки. 4 с/с
- Трубетчинская. Центр — село Трубетчино. 5 с/с
- Шовская. Центр — село Шовское. 8 с/с

## Населённые пункты
В 1893 году в состав уезда входило 190 населённых пунктов, наибольшие из них:
- г. Липецк - 15 091 чел.;
- с. Казинка - 5214 чел.;
- с. Сошки - 4972 чел.;
- с. Семёновка - 4247 чел.;
- с. Двуречки - 4100 чел.;
- с. Таволжанка - 3685 чел.;
- с. Студёнки - 3616 чел.;
- с. Яблоновец - 3583 чел.;
- с. Шехмань - 3435 чел.;
- с. Телелюй - 3005 чел.;
- с. Большой Избердей - 2881 чел.;
- с. Песковатка - 2556 чел.;
- с. Грязи - 2310 чел.;